# 大御所ジャパン!
『大御所ジャパン!』（おおごしょジャパン）は、2008年4月15日から同年8月19日まで、TBS系列で放送されたバラエティ番組である。放送時間は、毎週火曜21:00-21:54（JST）。

## 概要
毎回8人の「大御所」と呼ばれる有名人をゲストに招いて、司会のくりぃむしちゅー・滝沢秀明とテーマに沿ったトークを繰り広げる内容。
前番組の『ズバリ言うわよ!』は、細木数子の自主降板から2008年3月に終了することになったため、本番組が開始された。『ズバリ言うわよ!』にレギュラー出演したくりぃむしちゅー・滝沢秀明と一部のスタッフ、及び一部のスポンサーは継続した。また『ズバリ言うわよ!』ではゲストが音楽アーティストの場合を除いてモノラル放送（モノステレオ放送）だったが、本番組では全編ステレオ放送を実施していた。
番組開始当初は平均視聴率が一ケタと苦戦しており、初回は8.1%、第2回は5.2%、第3回は7.0%という低視聴率だった。
2008年5月6日放送分からは、番組開始当初の3つのコーナーを一切行わず、ゲストとしては大御所の人数を減らし、新たに若手のお笑い芸人や若手〜中堅の女性タレントを数人招き、内容としては「歌」や「ワイドショー」、「伝説の高視聴率ドラマの噂の真相」などの過去の映像をランキング形式にして、発表するという内容になった。ただし、例外として2008年6月3日放送分では初めての遺言と名曲物語をそれぞれ2本立てという構成であった。
テコ入れが功を奏したこともあり、リニューアル直後は10%前後を記録するようになったが、それでも徐々に一桁を記録するようになり、再び低迷した。
2008年8月19日放送分の「総集編&未公開トーク集」をもって当番組は打ち切りとなった。
本番組が終了してから、約1ヵ月間は単発番組でつなぎ、同年10月からは20時台枠と枠統合し『バラエティーニュース キミハ・ブレイク』がスタートした。一部スタッフは「悪魔の契約にサイン」に移行するも半年で打ち切り。
その後のTBSテレビの火曜夜9時枠は長くても1年以内で終了の番組など相次ぎ、「マツコの知らない世界」開始までこの枠は迷走していた。

## 出演者
- くりぃむしちゅー（有田哲平・上田晋也）
- 滝沢秀明（タッキー&翼）
- 大塚芳忠（ナレーター）
- 山田みほ（同上）

## 放送開始当初（第1回～第3回まで）のおもなコーナー
- 大御所言いたい放題!

ゲストが普段思っている事を伺い、そこから様々なトークを繰り広げる。
- 初めての遺言

ゲスト1人に遺言書を作ってもらい、その内容を紹介しながら、遺言自体を徹底的に分析する。
- 名曲物語

ゲストの名曲を1曲取り上げ、その曲にまつわるエピソードを再現VTRで紹介する。その後は、ゲストが生歌を披露する。

## スタッフ
- 構成：福原フトシ、桜井慎一、渡辺真也、金沢達也、藤谷弥生、武田郁之輔、成瀬正人、高松宏美
- テクニカルマネージャー：鳥井隆
- テクニカルディレクター：寺尾昭彦
- カメラ：川井由紀男
- ビデオエンジニア：佐藤公幸
- 音声：中村昌昭
- 照明：山下明弘
- 美術プロデューサー：西條貴子
- 美術デザイナー：太田卓志
- 美術制作：宗次宏光
- 装置：高野勝之、荷田豊
- 装飾：深山健太郎
- 電飾：森田光俊
- メカシステム：庄子泰広
- アクリル装飾：近藤樹也
- 持道具：貞中照美
- 衣裳：軽石真央
- ヘアメイク：アートメイク・トキ
- VTR編集：遠藤毅、大岡愛
- MA：村山巧
- 音響効果：大久保吉久
- CG：小倉ヨシヒロ（VISION）
- テロップデザイン：佐藤茉美
- タイムキーパー：野村佳乃子
- 番組宣伝：小山陽介
- デスク：石川素子
- スーパーバイザー：田代誠
- アシスタントプロデューサー：飯沼美佐子、中村恵
- ディレクター：首藤光典、高橋研、北山孝、藤原将人、水野達也、神尾祐輔、井手比佐士、加藤学、高岡滋紀、大島圭司
- 総合演出：坂田栄治
- プロデューサー：石橋孝之、山地孝英
- チーフプロデューサー：落合芳行
- 技術協力：東通、エヌ・エス・ティー、TAMCO、ティ・エル・シー
- 収録スタジオ：東京メディアシティ(TMC)TBS砧スタジオ
- 協力：ジャニーズ事務所、プライム
- 制作協力：G-yama
- 制作：TBSテレビ
- 製作著作：TBS

| TBS系列 火曜21時台             | TBS系列 火曜21時台 | TBS系列 火曜21時台                                                       |
| 前番組                         | 番組名             | 次番組                                                                   |
| ------------------------------ | ------------------ | ------------------------------------------------------------------------ |
| ズバリ言うわよ!                | 大御所ジャパン!    | 火曜特番 ↓ バラエティーニュース キミハ・ブレイク ※19:56 - 21:48          |
| TBS系列 火曜21:48 - 21:54枠    |                    |                                                                          |
| ズバリ言うわよ! ※21:00 - 21:54 | 大御所ジャパン!    | 火曜特番 ※21:00 - 21:54 ↓ JNNフラッシュニュース 【54分繰り下げ、枠移動】 |